# 基輔洞窟修道院
基輔洞窟修道院（羅馬化：Kyievo-Pecherska lavra），又音译为佩乔尔斯克修道院，是位於烏克蘭首都基輔佩切爾斯克區的一座修道院。修道院修建於1051年，當時烏克蘭處於基輔大公國時代。自中世紀至近代，修道院都對烏克蘭的宗教、教育和學術有巨大的影響。在1990年，洞窟修道院和聖索菲亞大教堂一併列入世界文化遺產，2007年同時入選烏克蘭七大奇蹟。
2023年之前，该修道院的管辖权属于乌克兰国家博物馆、国家基辅洞窟历史文化保护协会以及莫斯科宗主教聖統烏克蘭正教會。基辅及全乌克兰都主教欧诺菲力的住所也在修道院中。2023年1月，烏克蘭政府終止了與莫斯科宗主教聖統烏克蘭正教會位於基輔洞窟修道院的聖母安息大教堂和食堂教堂的租約，財產歸還為國家直接控制。烏克蘭正教會（OCU）已獲准於2023年1月7日，即儒略曆的東正教聖誕節在聖母安息大教堂進行聖事。由於受到2022年俄羅斯入侵烏克蘭的影響，基輔洞窟修道院於2023年9月15日被列入濒危世界遗产名录。

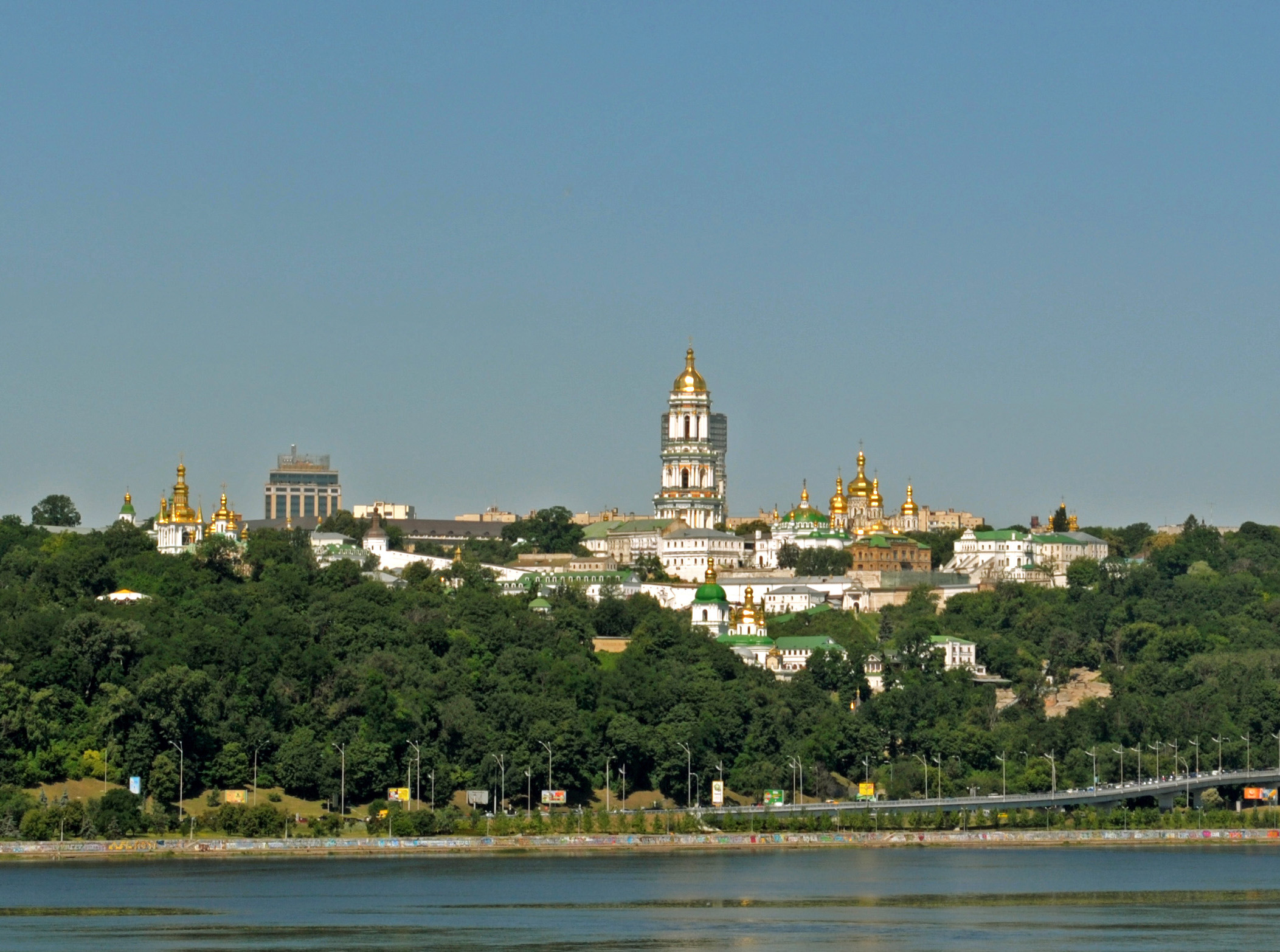
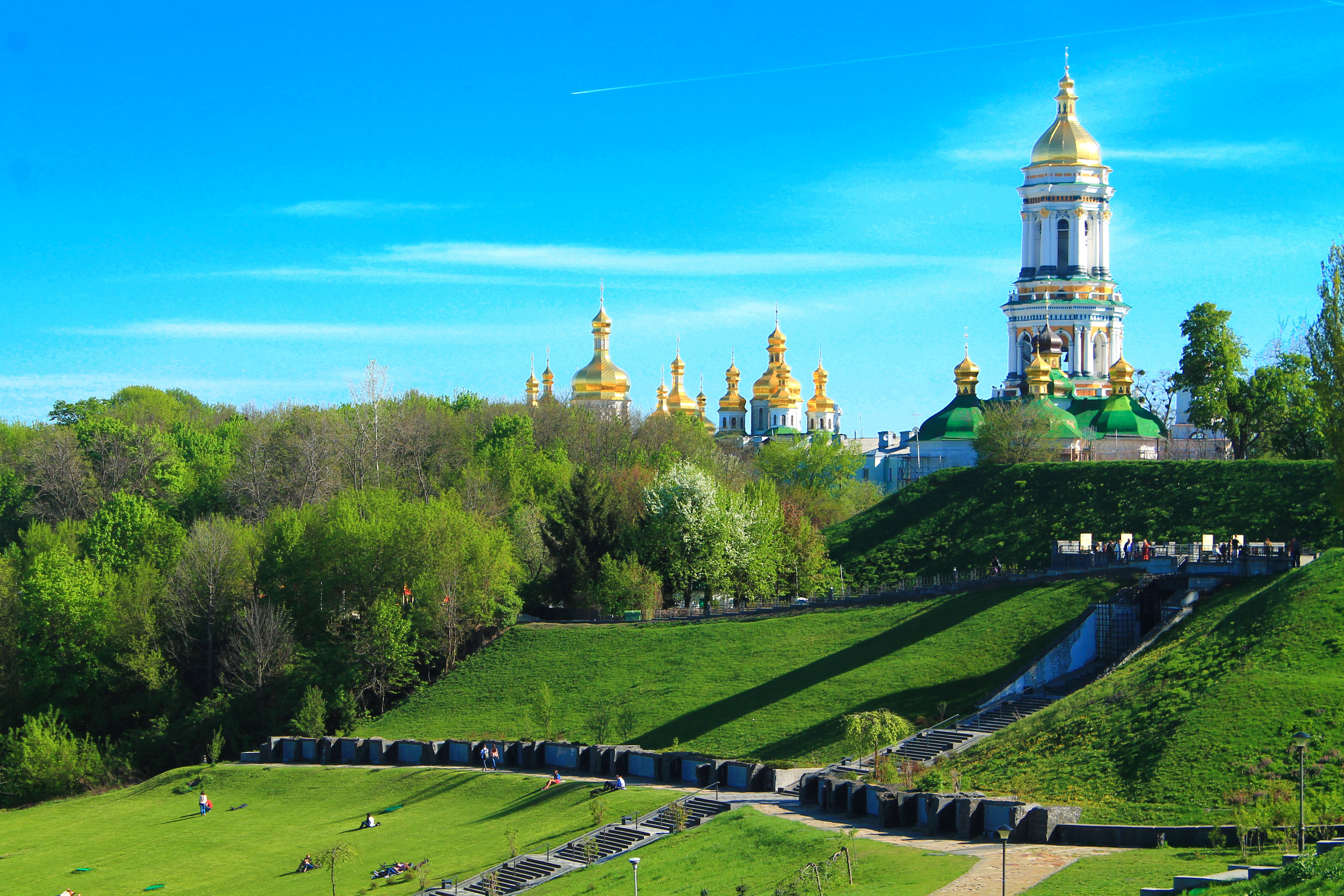
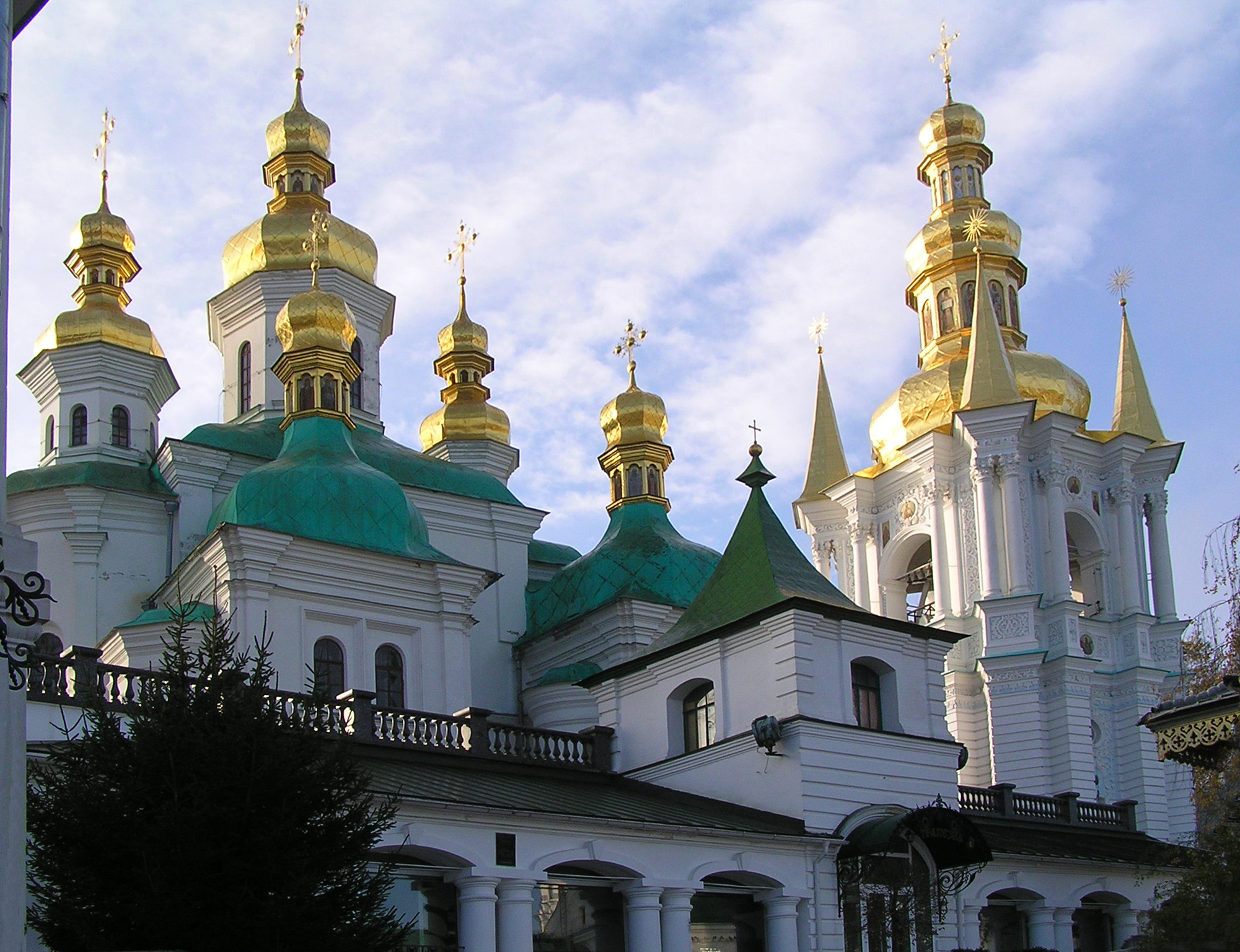
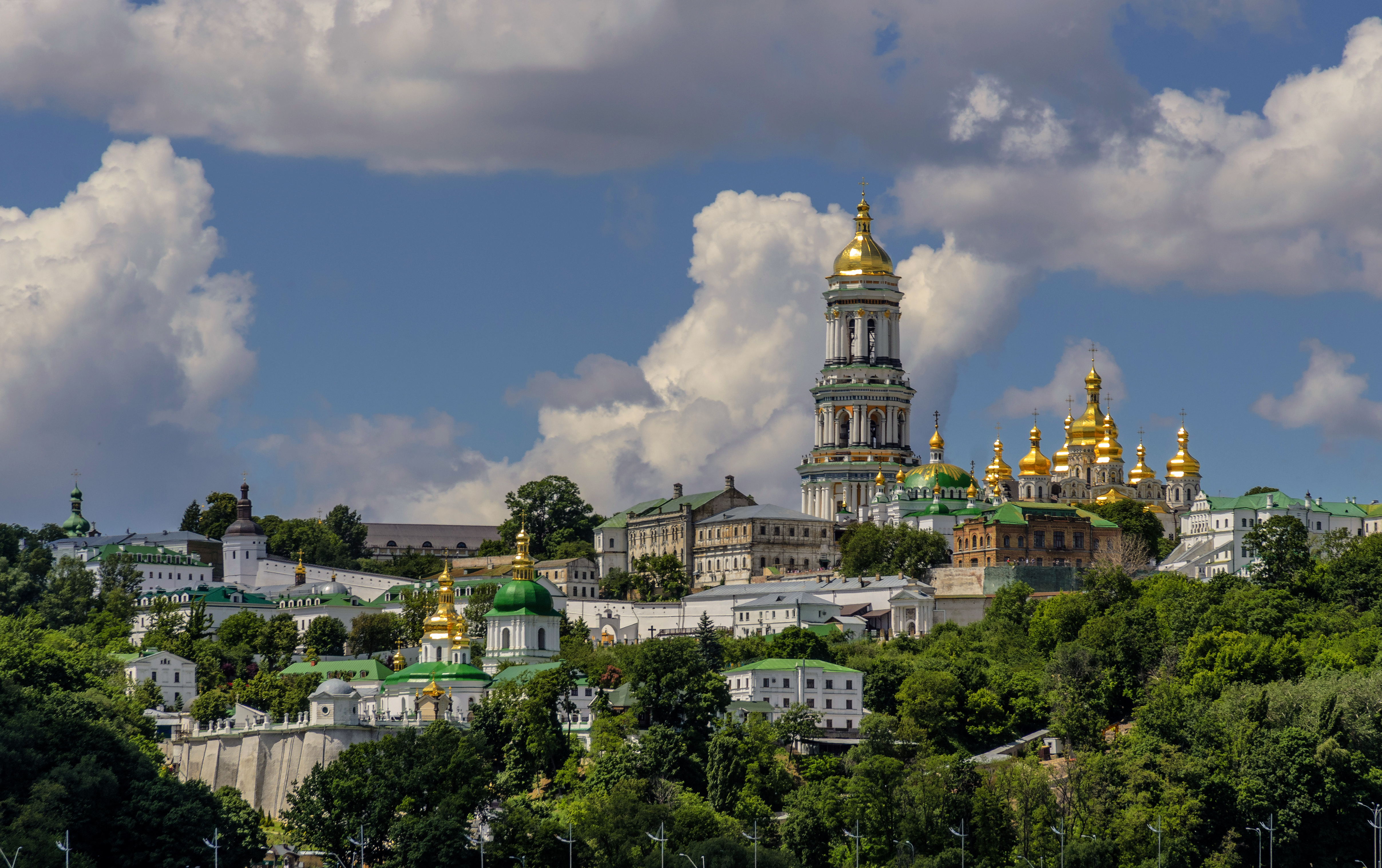
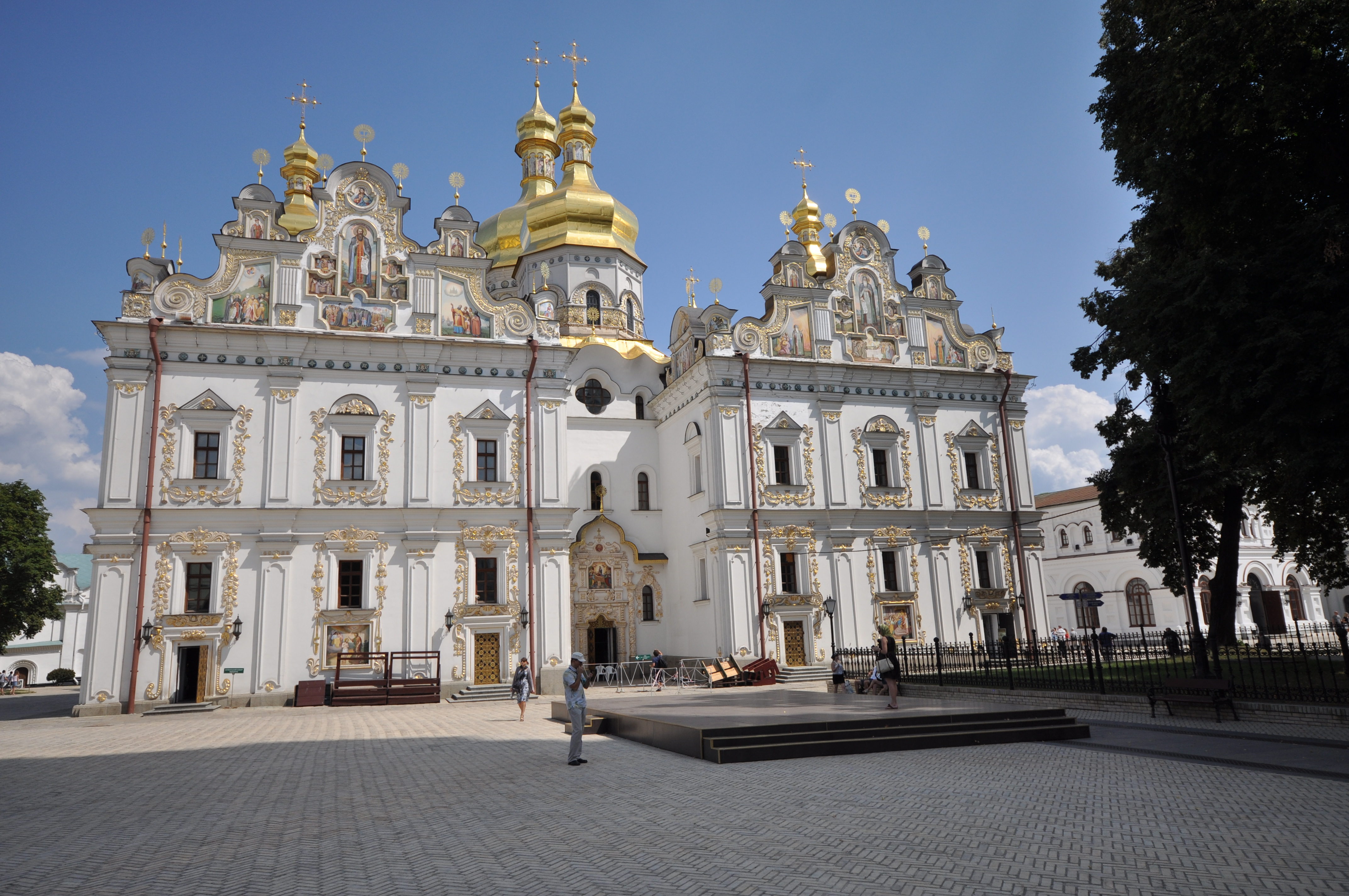
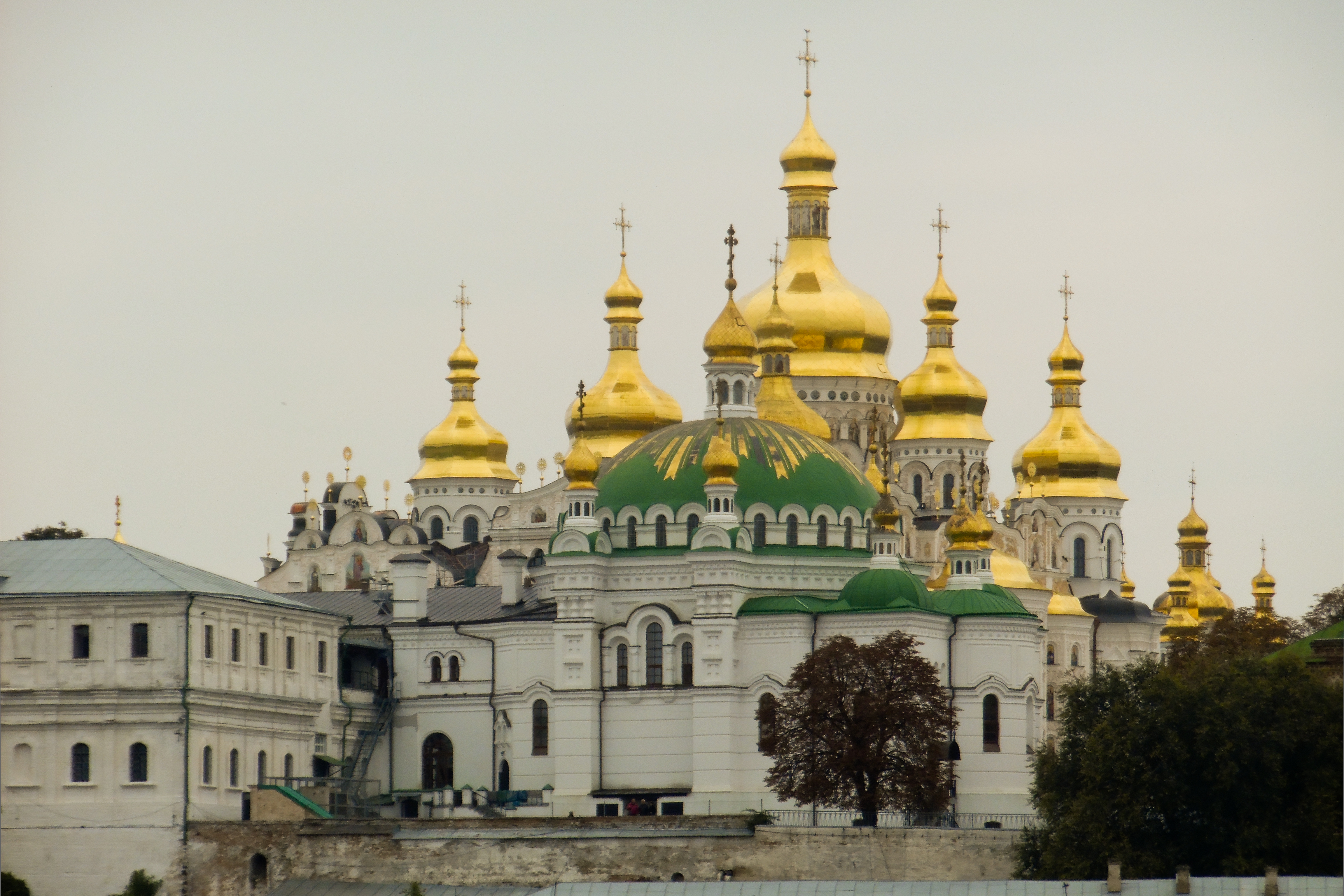
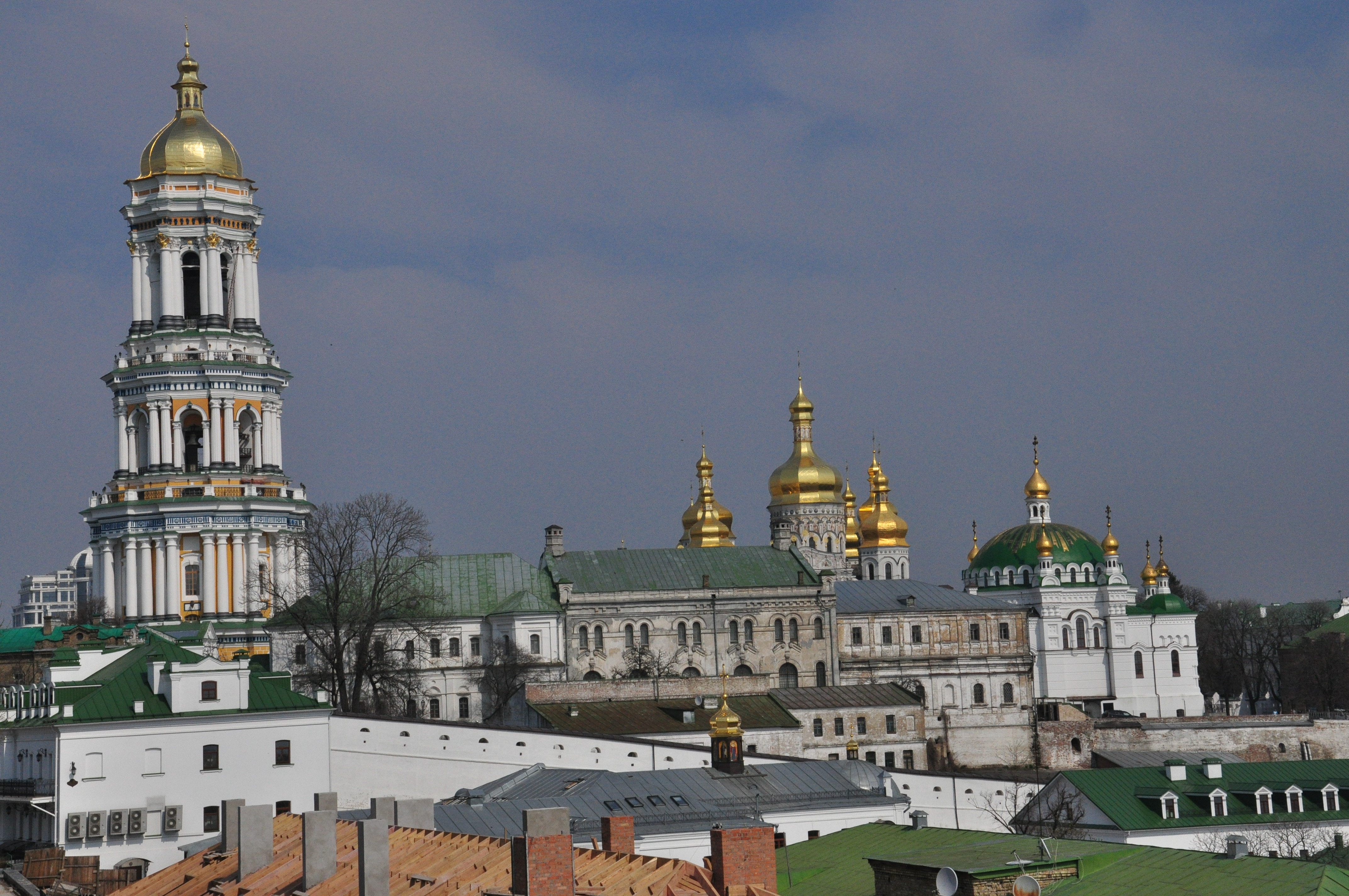
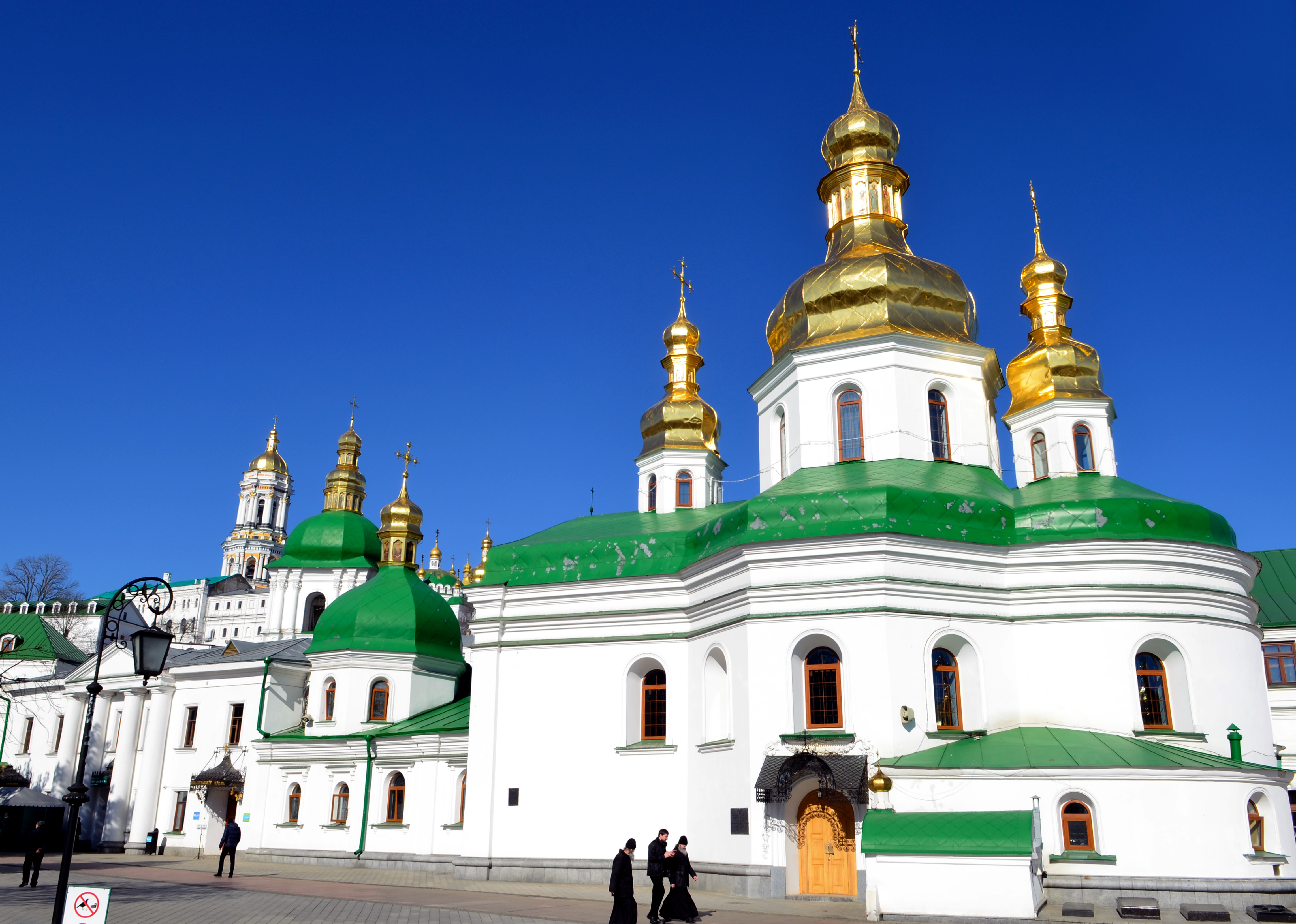

## 外部連結
- Kyiv Holy Dormition Caves Lavra （页面存档备份，存于）
- National Kyiv-Pechersk Historico-Cultural Preserve （页面存档备份，存于）
- Drawings and Sketches by Students of the Kyiv-Pechersk Lavra Monastery Workshop （页面存档备份，存于）